# Raoul Lovecchio
Raoul Lovecchio (Foggia, 17 febbraio 1939) è un cantante e attore italiano.

## Biografia
Nato Ettore Lovecchio, inizia l'attività nel mondo dello spettacolo come tastierista nel 1961, suonando i classici della tradizione napoletana, facendosi chiamare Raoul.
È lo zio del cantante italiano Frankie Lovecchio.

### Cantante e compositore
Nel 1966 compone la sua prima colonna sonora, per il film Arizona Colt, diretto da Michele Lupo.
Diventa conosciuto anche nell'ambito della musica leggera, grazie al brano Vento e Whiskey, l'anno successivo, e collabora con il compositore Francesco de Masi. Negli anni seguenti incide brani come L'uomo che sarà e Vieni via.
Nel 1967 è la voce di tutti i brani del film western 7 Winchester per un massacro; canta poi anche le colonne sonore dei film Quanto costa morire di Sergio Merolle e Ammazzali tutti e torna solo di Enzo G. Castellari.
Nel 1970 si unisce alla band di supporto I Cantori Moderni di Alessandroni, con i quali incide diverse colonne sonore, e ha modo di collaborare con artisti quali Lucio Dalla, Ennio Morricone, Domenico Modugno e Claudio Baglioni.

### Attore
La sua attività come attore inizia nel 1960, con una piccola parte nel film I Teddy boys della canzone, dove interpreta un giovane chitarrista. Dopo alcune piccole comparsate, è uno dei cattivi nel film western E venne il tempo di uccidere, diretto da Enzo Dell'Aquila, oltre ad avere piccoli ruoli nelle pellicole Professionisti per un massacro e Uno sceriffo tutto d'oro.
Nel 1972 è protagonista dell'horror Delirio caldo, per la regia di Renato Polselli, dove interpreta un ispettore che ha il compito di indagare su una serie di omicidi; contemporaneamente gira la pellicola Riti, magie nere e segrete orge nel trecento. Nel 1975 gira Colpo in canna, diretto da Fernando Di Leo dove ha il ruolo di un malavitoso. Con il regista pugliese si instaura una lunga collaborazione: Lovecchio girerà infatti tutti i successivi film diretti da Di Leo, in qualità di attore caratterista.

## Discografia

### Solista
Album
- 1968 - Arizona Colt
- 1969 - Italian Western Songs

Singoli
- 1967 - Vento e Whiskey
- 1968 - Quanto costa morire
- 1969 - Perché io amo te
- 1970 - Perdutamente
- 1972 - How Many Times

### Con i Cantori moderni di Alessandroni
- 1972 - Signore ti cerchiamo
- 1975 - Ricordo di Roma e dei Santuari d'Italia

### Colonne sonore (come cantante)
- 1965 - I quattro inesorabili
- 1967 - Due croci a Danger Pass
- 1968 - Da uomo a uomo
- 1968 - Quanto costa morire
- 1968 - Ammazzali tutti e torna solo
- 1968 - E venne il tempo di uccidere

## Filmografia
- I Teddy boys della canzone, regia di Domenico Paolella (1960)
- Uno sceriffo tutto d'oro, regia di Osvaldo Civirani (1966)
- E venne il tempo di uccidere, regia di Enzo Dell'Aquila (1968)
- Le altre, regia di Renzo Maietto (1969)
- Delirio caldo, regia di Renato Polselli (1972)
- Riti, magie nere e segrete orge nel trecento, regia di Renato Polselli (1973)
- Colpo in canna, regia di Fernando Di Leo (1975)
- La città sconvolta: caccia spietata ai rapitori, regia di Fernando Di Leo (1975)
- Gli amici di Nick Hezard, regia di Fernando Di Leo (1976)
- I padroni della città, regia di Fernando Di Leo (1976)
- Diamanti sporchi di sangue, regia di Fernando Di Leo (1978)
- Avere vent'anni, regia di Fernando Di Leo (1978)
- Vacanze per un massacro - Madness, regia di Fernando Di Leo (1980)
- Razza violenta, regia di Fernando Di Leo (1984)
- Killer contro killers, regia di Fernando Di Leo (1985)